# یانگی-یول (شهرستان کویورگازینسکی، باشقیرستان)
یانگی-یول (انگلیسی: Yangi-Yul, Kuyurgazinsky District, Republic of Bashkortostan) یک شهرک در شهرستان کویورگازینسکی جمهوری باشقیرستان در کشور روسیه است.